# Srikaton (Jaken)
Srikaton is een bestuurslaag in het regentschap Pati van de provincie Midden-Java, Indonesië. Srikaton telt 1966 inwoners (volkstelling 2010).